# شجعة (الأحساء)
شجعة هي هجرة تتبعُ لمحافظة الأحساء في المنطقة الشرقية في المملكة العربية السعودية.

## الموقع
تبعد شجعة عن مدينة الهفوف 75 كيلومترًا، يحددها من الغرب العضيلية، وتبعد شجعة عن العضيلة 35 كيلومترًا، وتبعد عن الزايدية 4 كيلومترًا، تقع من القرب من سكة القطار الرياض- الدمام المار بمدينة الهفوف.

## أصل التسمية
سميت شجعة بهذا الاسم نسبة إلي جبل شجعة.

## السكان
بلغ عدد السكان 3500 نسمة في عام 2003. سكان شجعة من قبيلة بني مرة.

## التاريخ
أسس شجعة سعيد عبدالله المري في عام 1968.

## المرافق
يوجد في شجعة مدرسة أبتدائية تسمي سمرقند الأبتدائية، ومدرسة شجعة المتوسطة للبنين، و مدرسة ثانوية تسمي مدرسة تميم بن ربيعة الثانوية، وتوجد مدرسة واحدة للبنات، كما يوجد في الهجرة محطة البنزين، ويوجد شجعة أربعة مساجد، كما يوجد في شجعة مركز.